# David Habib
Pour les articles homonymes, voir Habib.
Ne doit pas être confondu avec Meyer Habib.
David Habib, né le 16 mars 1961 à Paris, est un homme politique français.
Membre du Parti socialiste jusqu’en 2022, il est député de la 3e circonscription des Pyrénées-Atlantiques depuis 2002. Il a été vice-président de l'Assemblée nationale d'octobre 2019 à juin 2022.
Il a été maire de Mourenx de 1995 à 2014 et conseiller général des Pyrénées-Atlantiques de 1992 à 2002.

## Biographie

### Jeunesse et études
David Habib est issu d'une famille de juifs tunisiens. Son père arrive à Pau pour des raisons professionnelles lorsqu'il a six mois. Il intègre l'Institut d'études politiques de Bordeaux, dont il est diplômé en 1983.

### Parcours politique
Il est élu conseiller municipal de Mourenx, dans les Pyrénées-Atlantiques, en 1989 et devient adjoint au maire communiste André Cazetien. En mars 1992, il est élu conseiller général du canton de Lagor, puis en juin 1995, maire de Mourenx. Réélu conseiller général en mars 1998, il remporte de nouveau les élections municipales en mars 2001. Il est également président de la communauté de communes de Lacq.
Le 17 juin, il est élu député pour la XIIe législature (2002-2007), dans la 3e circonscription des Pyrénées-Atlantiques. Il fait partie du groupe socialiste. Le 15 juillet suivant, il démissionne de son mandat au conseil général pour se mettre en conformité avec la loi sur le cumul de mandats.
Il est réélu député en juin 2007 ainsi qu'en 2012. Il est enfin élu maire de Mourenx une troisième fois en mars 2008.
En mars 2014, il brigue la mairie de Pau à la tête d'une liste d'union de la gauche, mais il doit s'incliner au second tour, avec 37 % des voix, face à François Bayrou qui obtient 63 %. Il est depuis conseiller municipal de la ville. Il démissionne au bout de quelques mois et se présente à Sarpourenx  pour l’élection partielle du 21 juin 2015.
Le 1er janvier 2015, il succède à Christophe Sirugue au poste de second vice-président de l'Assemblée nationale.
En 2016, il soutient Manuel Valls et devient l'un de ses huit porte parole de campagne pour la primaire citoyenne de 2017. Il est réélu député lors des élections législatives de 2017, et fait partie des 3 députés du groupe socialiste à voter pour la confiance au gouvernement Philippe II.
En 2022, il s'oppose à tout accord électoral entre le Parti socialiste et La France insoumise pour les élections législatives et appelle au rassemblement derrière Emmanuel Macron. La majorité présidentielle n'investit pas de candidat face à lui. Il est réélu au deuxième tour, rassemblant 66,55 % des suffrages face au candidat de la Nouvelle Union Populaire Écologique et Sociale. Il déclare se rattacher financièrement au Parti radical de gauche.
Appartenant à la garde rapprochée de l’ancien Premier ministre Bernard Cazeneuve, il rejoint en 2023 le micro parti de celui-ci, La Convention, après avoir quitté le Parti socialiste l'année précédente.